# Another (電影)
《Another》，為改編自綾辻行人原作同名推理小説的日本電影，由角川電影製作，古澤健執導，山崎賢人和橋本愛主演。2012年8月4日於日本上映。

## 概要
本作當初預定於茨城縣展開拍攝，惟受到東日本大震災影響而決定改於三重縣的伊賀地區開始。在當地的地方定向人員協助下，本作於2011年4月16日至5月12日順利在以下地方拍攝：
- 舊三重縣立上野農業高級中學
- 舊三重縣立上野商業高級中學
- 舊伊賀市立桃青中學
- 上野綜合市民病院
- 伊賀鐵路伊賀線上野市站前地

官方於2012年3月2日推出官方網站，並且首次推出收錄製作片段之宣傳片。

## 故事
在26年前，MISAKI是從初中一年級開始就很有人氣的學生。他的相貌、成績和性格都相當不錯，深受同學和老師的喜愛。然而，在剛剛升上初中三年三班不久，MISAKI就因事故喪生。大家深受打擊，但突然有人指著MISAKI的座位說：「MISAKI就在那裡，MISAKI並沒有死。」。從此以後，三年三班就一直裝作MISAKI仍然活著直到畢業；在畢業典禮上他們還特意為MISAKI準備座位。接著畢業照上竟然還拍下了不該存在的MISAKI，從此謎團就這麼展開...。

## 演員表
- 榊原恒一：山崎賢人
- 見崎鳴：橋本愛
- 千曳辰治：袴田吉彥
- 怜子：加藤愛
- 勅使河原直哉：宇治清高
- 望月優矢：井之脇海
- 風見智彦：脇卓史
- 山田優：岡山天音
- 赤澤泉美：秋月三佳
- 櫻木光：岡野真也
- 前島學：佐佐木隆一朗
- 水野猛：清水元揮
- 和久井櫻子：今野真菜
- 久保寺紹二：正名僕藏
- 水野沙苗：佐藤寬子
- 松永克巳：三浦誠己
- 霧果：森美穂
- 民江：銀粉蝶

## 音樂
- 主題曲「樂園」

主唱：加藤Miliyah（Sony Music Records）

## 製作人員
- 原作：綾辻行人「Another」（角川書店刊載）
- 企劃：椎名保、角川電影
- 導演：古澤健
- 副導演：菊池健雄
- 劇本：田中幸子、古澤健
- 音樂：安川午朗
- 剪接：大永昌弘
- 攝影：喜久村德章
- 監製：井上伸一郎
- 執行製片：及川義幸
- 共同製片：原公男
- 製片：下田淳行、小林剛
- 代理製作：石井仁朗
- 執行製作：Twins Japan
- 製作：電影「Another」製作委員會、角川電影
- 發行：東寶株式會社

## 外部連結
- 電影官方网站（页面存档备份，存于） [已移除]（日語）